# Thomas Janze
Thomas Janze (* 1965 in Weimar in Thüringen) ist ein deutscher Multicam-Live-Regisseur und Produzent von Kinodokumentarfilmen. Er entwickelte das ferngesteuerte Blackcam-System. Janze lebt und arbeitet in Berlin.

## Leben und Wirken
Thomas Janze volontierte von 1986 bis 1988 am DEFA-Studio für Trickfilme in Dresden. Er studierte ab 1988 an der Hochschule für Film und Fernsehen Babelsberg (heute Filmuniversität Babelsberg), wo er 1994 sein Diplom erhielt. Im selben Jahr gründete er mit Tom Werner die Totho Film GbR. 1995 nahm er an der ersten Steadicam-Masterclass in Europa teil, die u. a. von Garrett Brown gehalten wurde. Er arbeitet als freier lichtsetzender Kameramann und Steadicam-Operator für zahlreiche deutsche Fernsehsender. Im Jahr 2000 gründete Janze die Totho cmp GmbH und produzierte die Late-Net-Show, die erste webbasierte und interaktive Late-Night Show im Web 1.0.
Ab dem Jahr 2004 arbeitete er als Produzent und Kameramann an seinem ersten Kinodokumentarfilm Der rote Elvis, der bei der 57. Berlinale 2007 im Panorama-Programm Premiere hatte. Janze führte bei zahlreichen Live-Konzerten und Events die Bildregie. Bei der Volkswagen Sound Foundation, einer Förderung von Nachwuchskünstlern, wirkte er von 2006 bis 2012 als Regisseur.
2011 entstand Blackcam System, ein kleines, sehr leises Kamera-Schienensystem, das 2015 in den USA patentiert wurde. Die Kamerasysteme kommen an vielen Stellen zum Einsatz. Die Kamerasysteme sind weltweit bei TV-Shows sowie zum Beispiel bei Konzerten, Sport- und Mode-Events im Einsatz. Beispielsweise bei Olympic Broadcasting Services (Rio, Südkorea, Tokio), Masked Singers, Voice of Germany (seit 2013), Ariana Grande World Tour 2019, Billie Eilish 2020, Hella Mega Tour mit Green Day, Fall Out Boy und Weezer 2021/22, Genesis World Tour 2021/22.

## Filmografie (Auswahl)

### Kameramann
- 1996: Die Sklaven Gottes
- 1997: 43:30 – Zeit für Politik (16 Folgen, Premiere)[17] (Steadicam)
- 2000: Arcadi Volodos – Virtuose aus Leidenschaft
- 2000: Violettas Schönster Tanz
- 2001: die story – Todesschüsse – Eine Fahndung mit Folgen
- 2001: Yvonne Catterfeld – Farben meiner Welt
- 2003: Wad Ras – Flamenco hinter Gittern
- 2005: Polymnias Kinder[18]
- 2007: Der rote Elvis
- 2008: Science of Horror
- 2008: Wir sind Karat – eine Bandgeschichte
- 2015: Lee Scratch Perry’s Vision of Paradise

### Produzent
- 2001: Yvonne Catterfeld – Farben meiner Welt
- 2005: Polymnias Kinder
- 2007: Der rote Elvis
- 2008: Science of Horror
- Kein Angsthase – Til Schweiger macht Kino[19]
- 2016/2017: Queercore: How to Punk a Revolution

### Regisseur
- 2001: Yvonne Catterfeld – Farben meiner Welt
- 2008: MTV All Eyes On:  Milow[20]
- 2009: MTV All Eyes On: Betty Blitzkrieg[21]
- 2010: Reamonn Eleven Live & Acoustic at the Casino[22]
- 2010: MTV All Eyes On: Aloe Blacc[23]
- 2011: Sunrise Avenue – Columbia Halle, Berlin[24]
- 2011: Hurts – Happiness (DVD)[25]
- 2011: Incubus – Huxleys Neue Welt, Berlin[26]
- 2011: In Extremo – Siehst du das Licht?
- 2011: In Extremo – Viva La Vida
- 2012: DJ Bobo – Dancing Las Vegas Tour[27]
- 2013: Jan Delay – Disko
- 2013: Andreas Kümmert – Simple Man
- 2016: Deezer Sessions – u. a. Drangsal[28], Maxim[29]
- 2016: Peace x Peace Festival (ARTE)[30]
- 2016: 100 Jahre Menuhin (ARTE): Daniel Hope[31], Anouschka Shankar[32]
- 2019: Peace x Peace Festival (ARTE)[33][34]
- 2019: 100 Jahre Bauhaus (ARTE)[35][36]
- 2019: 10 Jahre ARTE Concert (ARTE)[37]
- 2019: Reeperbahn Festival – Elbphilharmonie (Efterklang[38], Anna Ternheim[39])
- 2019: Wir bleiben mehr & Kosmonaut Festival 2019[40]
- 2019: AFRICOURAGE – Musikfestival aus Gambia
- 2020 und 2021: Zeitgleich Festival – Sound of the Forest (ARTE)[41]
- 2020: Andrea Berg – Das Leben ist ein Mosaik. Auf Tour und ganz privat[42]
- 2020: Jazzfest Berlin New York (ARTE)[43]
- Seit 2020: Thadeusz und die Künstler (RBB)[44]
- 2021: UEFA EURO 2024 Logo Vorstellung[45]